# Потио, Бенедикт де
Бенедикт де Потио — кардинал-епископ Порто, библиотекарь Римской Церкви XI века. Упоминался в нескольких папских буллах, в частности от 21 января 1013 года (об архиепархии Бамберга), от 24 апреля 1013 года (о монастыре Фарфа) и др.